# Lúcio Emílio Lépido Paulo
Lúcio Emílio Lépido Paulo (em latim: Lucius Aemilius Lepidus Paullus) foi um político da gente Emília da República Romana eleito cônsul em 50 a.C. com Caio Cláudio Marcelo Menor. Era filho de Marco Emílio Lépido, cônsul em 78 a.C., irmão do triúnviro Marco Emílio Lépido e pai de Lúcio Emílio Lépido Paulo, cônsul em 34 a.C.. Sua mãe, Apuleia, era filha do célebre tribuno da plebe Lúcio Apuleio Saturnino.

## Familia
Seu agnome "Paullus" já gerou teorias de que seria adotado, mas Drumann demonstrou que ele era irmão biológico do triúnviro e, provavelmente, recebeu-o por decisão paterna, para homenagear o famoso Lúcio Emílio Paulo, o conquistador da Reino da Macedônia, que, aparentemente, morreu sem deixar descendentes. Marco então deu ao seu primogênito o nome do grande herói romano e o seu próprio ao segundo filho, indo contra o costume romano da época.

## Carreira política
Emílio Paulo não seguiu o exemplo de seu pai e começou sua carreira com o apoio do partido aristocrático (os optimates). Seu primeiro ato foi, em 63 a.C., apoiar Cícero durante a Segunda Conspiração de Catilina, num momento no qual todos acreditavam que Catilina era inocente. Aprovou a Lex Plautia de vi, uma ação que rendeu-lhe elogios de Cícero e o ódio dos populares. 
Serviu como questor, em 59 a.C., na Macedônia, sob o comando o propretor Caio Otávio, onde foi acusado Lúcio Vécio de conspirar contra a vida de Pompeu, acusação que não deu em nada. Foi mencionado em 57 a.C. como um dos que votaram pela reconvocação de Cícero de seu exílio.
Foi edil em 55 a.C. e restaurou uma antiga basílica no centro do Fórum Romano, originalmente construída pelos censores Marco Emílio Lépido e Marco Fúlvio Nobilior em 179 a.C.. Como Marco Fúlvio aparentemente foi o maior financiador da obra, o edifício ficou conhecido como "Basílica Fúlvia" ou "Basílica Emília e Fúlvia", mas, depois da restauração de Emílio Paulo, passou a ser conhecida apenas como Basílica Paula ou Basílica Emília. Emílio Lépido começou a construção de uma outra, maior e mais luxuosa, chamada "Basília Emília" sobre as ruínas da antiga Basílica Semprônia. Becker identifica este novo edifício iniciado por Paulo com sendo o que ficou conhecido depois como Basílica Júlia, especialmente por que Paulo afirmou expressamente ter recebido dinheiro de Júlio César para estas obras.
Em 53 a.C., foi eleito pretor, mas só assumiu em julho por causa da confusão em Roma sobre as eleições. 

## Consulado (50 a.C.)
Foi eleito cônsul em 50 a.C. com Caio Cláudio Marcelo Menor, um dos principais inimigos de Júlio César. Durante seu consulado, César o subornou com 1 500 talentos, dinheiro que Paulo utilizou para restaurar a Basílica Emília. Ao aceitar este suborno, perdeu a confiança de todos os partidos e, por isso, não participou da guerra civil entre Pompeu e César.

## Proscrição
Depois da morte do ditador César, Paulo se desencantou com o partido senatorial e foi um dos declararam a seu irmão, Lépido, como inimigo público em 30 de junho de 43 a.C. por ter se unido a Marco Antônio. Quando, no outono, se formou o Segundo Triunvirato, seu nome foi incluído na lista de pessoas proscritas, mas soldados enviados para matá-lo permitiram que ele fugisse, certamente com a complacência de seu irmão. Acabou unindo-se a Marco Júnio Bruto e Caio Cássio Longino, os assassinos de César. Apesar de ter recebido o perdão dos triúnviros depois da Batalha de Filipos, não quis voltar a Roma e decidiu se retirar para Mileto, na Grécia.
Não voltou a ser mencionado nas fontes e, provavelmente, morreu logo em seguida.

## Família
Não se sabe o nome de sua esposa, mas é certo que ele teve um filho, homônimo, que foi cônsul em 34 a.C. e censor com Otaviano depois. Ele se casou primeiro com Cornélia Cipião, uma descendente do casamento de Escribônia com Públio Cornélio Cipião Salvito, com quem teve Lúcio Emílio Paulo, cônsul em 1 d.C. e marido de Júlia, a Jovem, uma neta do imperador romano Augusto (Otaviano), e Marco Emílio Lépido, cônsul em 6 d.C.. Depois, casou-se com Marcela, a Menor, uma sobrinha de Augusto, com quem teve Paulo Emílio Régulo.